# Sanicula
- Commons
- Wikispecies

Sanicula L. é um género botânico pertencente à família Apiaceae.

## Sinonímia
- Triclinium HBO.

## Espécies
| - Sanicula arctopoides - Sanicula arguta - Sanicula bipinnata - Sanicula bipinnatafida - Sanicula canadensis - Sanicula crassicaulis - Sanicula europaea - Sanicula graveolens | - Sanicula gregaria - Sanicula laciniata - Sanicula marilandica - Sanicula peckiana - Sanicula maritima - Sanicula saxatilis - Sanicula trifoliata - Sanicula tuberosa |

- «Lista completa»

## Classificação do gênero
| Sistema | Classificação                    | Referência               |
| ------- | -------------------------------- | ------------------------ |
| Linné   | Classe Pentandria, ordem Digynia | Species plantarum (1753) |